# Salt Rock (Virginia Occidental)
Salt Rock es un lugar designado por el censo ubicado en el condado de Cabell en el estado estadounidense de Virginia Occidental. En el Censo de 2010 tenía una población de 388 habitantes y una densidad poblacional de 47,71 personas por km².

## Geografía
Salt Rock se encuentra ubicado en las coordenadas 38°19′47″N 82°12′45″O / 38.32972, -82.21250. Según la Oficina del Censo de los Estados Unidos, Salt Rock tiene una superficie total de 8.13 km², de la cual 7.94 km² corresponden a tierra firme y (2.39%) 0.19 km² es agua.

## Demografía
Según el censo de 2010, había 388 personas residiendo en Salt Rock. La densidad de población era de 47,71 hab./km². De los 388 habitantes, Salt Rock estaba compuesto por el 98.2% blancos, el 0% eran afroamericanos, el 0.26% eran amerindios, el 0% eran asiáticos, el 0% eran isleños del Pacífico, el 0% eran de otras razas y el 1.55% pertenecían a dos o más razas. Del total de la población el 0.26% eran hispanos o latinos de cualquier raza.